# Arbën Milori
Arbën Milori (Valona, 22 novembre 1969) è un ex calciatore albanese, di ruolo centrocampista.

## Carriera

### Nazionale
Ha collezionato 10 presenze con la Nazionale albanese.